# Eisenbahnunfall von Gaschwitz

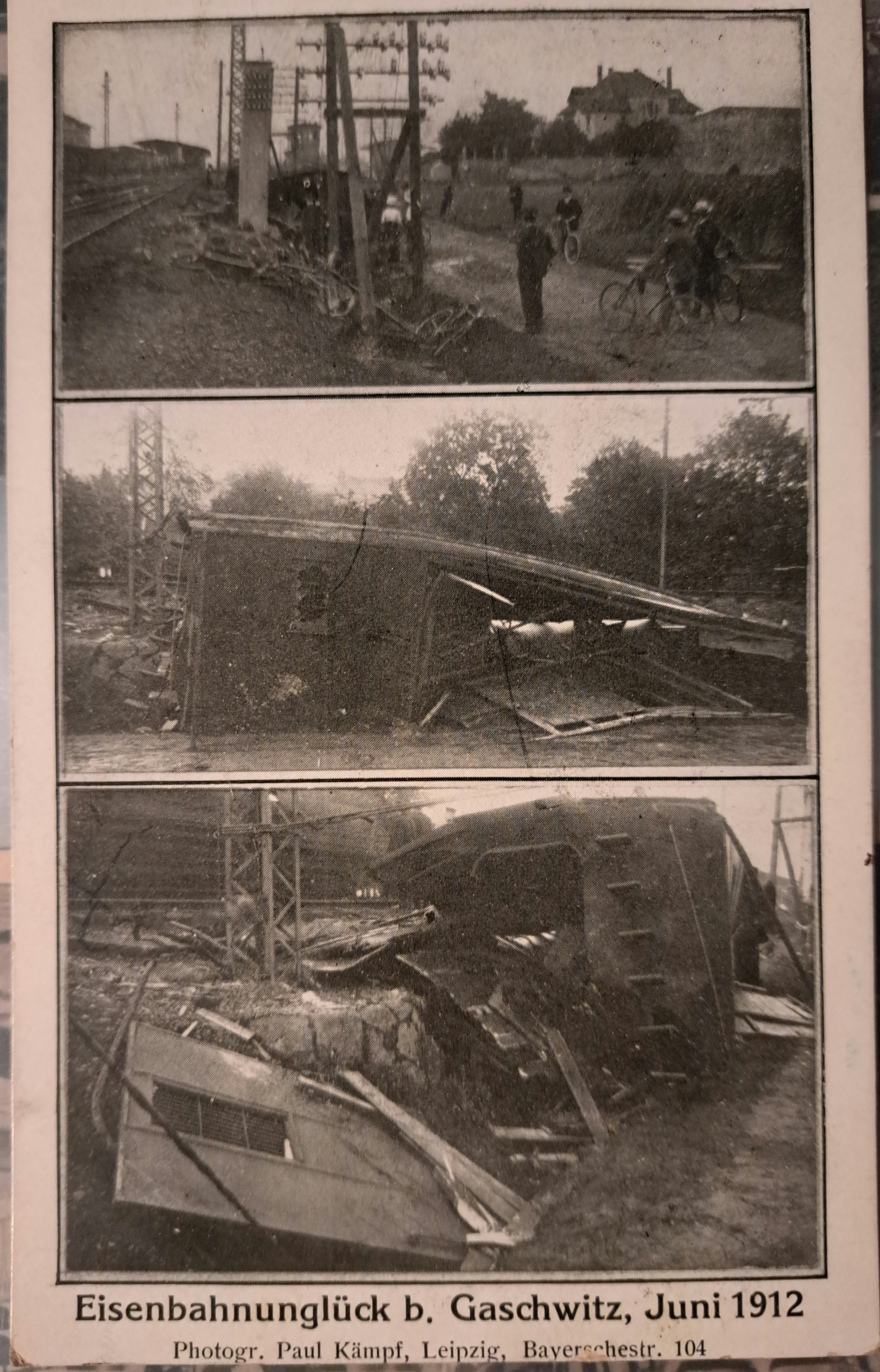
Bilder vom Unfall auf einer Ansichtskarte

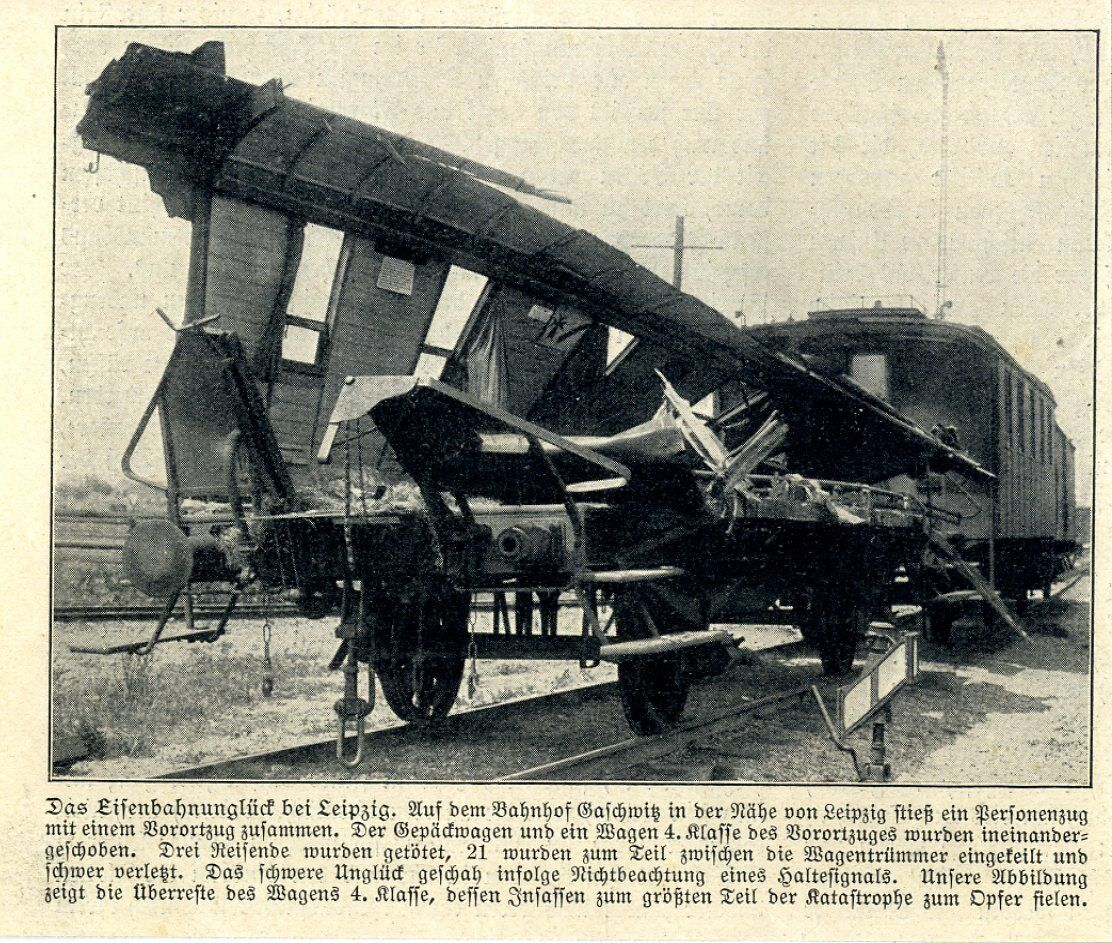
Zerstörter Personenwagen IV. Klasse

Der Eisenbahnunfall von Gaschwitz war eine Flankenfahrt zweier Personenzüge im Bahnhof Gaschwitz bei Leipzig am 19. Juni 1912 durch Signalmissachtung.

## Ausgangslage
Die Strecke vor der Einfahrt in den Bahnhof Gaschwitz war durch ein Streckensignal gesichert, die Sicht an diesem Sommertag klar und gut.

## Unfallhergang
Der Personenzug P 214 missachtete um 19:35 Uhr das auf Halt stehende Streckensignal und verursachte eine Flankenfahrt mit dem von Borna nach Leipzig 20 Minuten verspätet verkehrenden P 2599. Der P 2599 hatte freie Fahrt und fuhr aus Markkleeberg kommend in den Bahnhof Gaschwitz ein. Der Lokführer des Personenzuges bemerkte zu spät den parallel fahrenden Vorortzug und rammte den infolge der Weichenstellung abbiegenden Vorortzug am Gepäckwagen. Dieser schob sich auf einen Personenwagen der 4. Klasse.

## Folgen
Der Gepäckwagen und ein Personenwagen der 4. Klasse des Vorortzuges wurden ineinander geschoben und zertrümmert. Dabei starben drei Reisende. 19 Reisende wurden in den Trümmern schwer sowie drei leicht verletzt. Beide Wagen wurden dabei schwer beschädigt, während die Lokomotive des Personenzuges leichte Schäden davon trug. Die Schwerverletzten wurden im Krankenhaus Markkleeberg und in Leipzig medizinisch versorgt. Die verunfallten Wagen wurden im Ausbesserungswerk Engelsdorf instand gesetzt bzw. zerlegt und verschrottet.